# 디케이샤인
디케이샤인(DK$HINE)(본명: 송대기(宋大起), 1979년 5월 5일 ~ )은 대한민국의 작곡가 겸 음악 프로듀서이다.

## 대표곡(작사,작곡,편곡 참여곡)
- 가비엔제이 - 웃다가 눈물이 나죠
- KCM - 너에게 전하는 아홉 가지 바램, 내가 사랑한 12가지 버릇
- 먼데이키즈 - 이런 남자
- SG 워너비 - Stay
- 엠투엠 - 남자라서
- 씨야 - 그래도 좋아
- 옥주현 - 내 사랑 그렇게 싫었니
- 가비엔제이 - Payback, Starlight, 우리가 왜 헤어져, 라떼한잔, 연락하지마,첫사랑
- 엠씨 더 맥스 - Goodbye To Romance
- FT아일랜드 - 눈물이 흐른다
- 다비치 - 사랑이 우습니
- 박혜경 - 나쁜 사랑
- 디셈버 - 사랑이 떠나가죠
- 럼블피쉬 - Sorry
- 나비 - Missing You
- 달샤벳 - Girls Girls Girls
- 달샤벳 - 유리인형 (DON`T TOUCH)
- 달샤벳 - Hey Mr. Chu~♥
- 포스트맨 - 신촌을 못가
- 에이젝스 - 뱀파이어의 꽃